# Picea abies

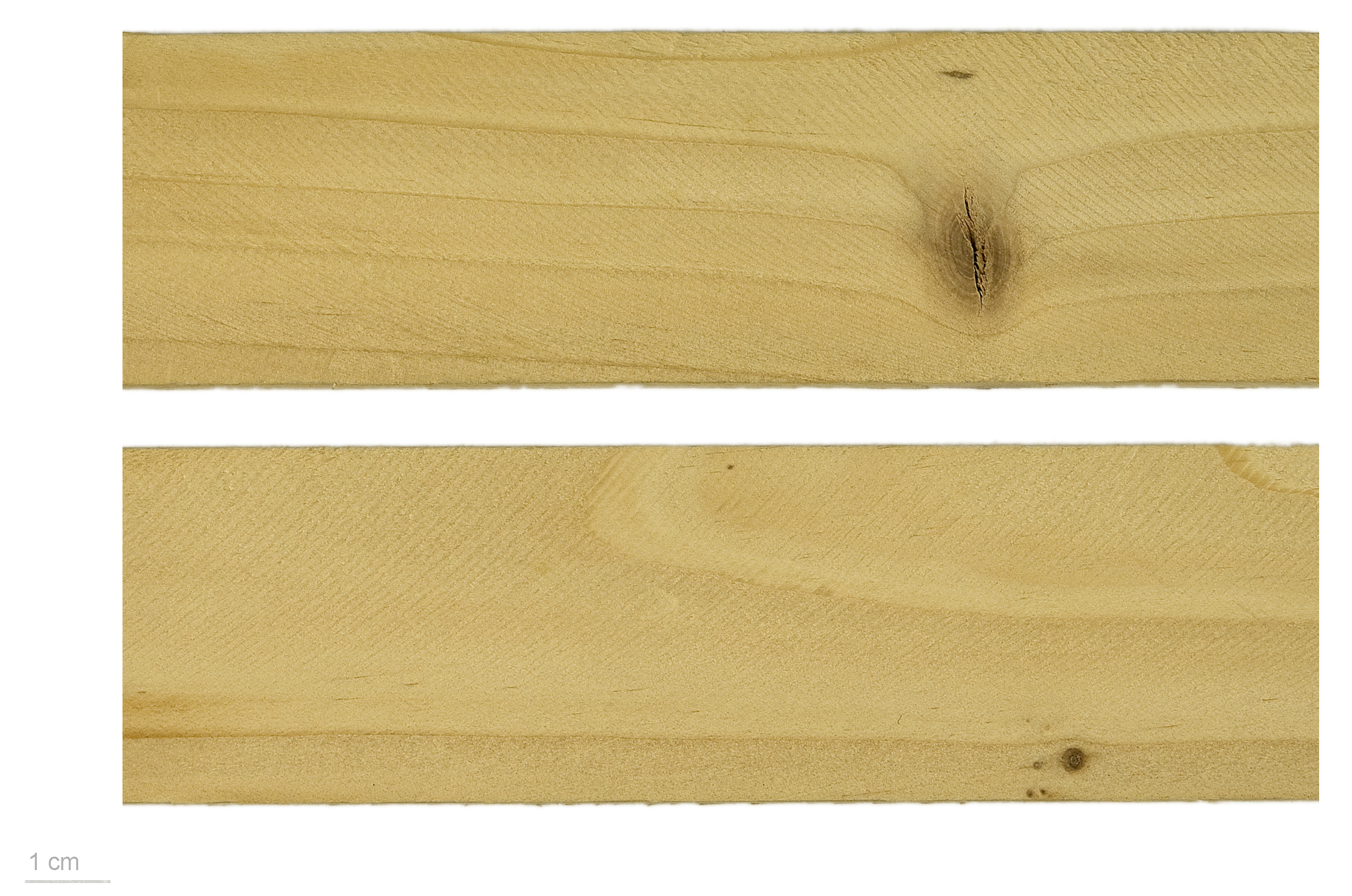
Picea abies

L'abete rosso o peccio (Picea abies (L.) H.Karst., 1881) è un albero appartenente alla famiglia Pinaceae, ampiamente diffuso sulle Alpi, nonché nel resto d'Europa.

## Morfologia

### Portamento
Alto fino a 40 metri, con tronco diritto e chioma conica relativamente stretta. Il portamento può comunque differenziarsi in base all'altitudine, essendo questa una specie caratterizzata da un certo polimorfismo: la chioma, infatti, può assumere una forma più espansa alle quote alpine più basse, mentre tende a divenire più stretta a quote maggiori (per contenere i danni provocati dalla neve).

### Corteccia
La corteccia è sottile e rossastra (da quest'ultima caratteristica deriva il nome comune dell'albero); con l'età diviene bruno-grigiastra e si divide in placche rotondeggianti o quasi rettangolari (di circa 10-20 mm).

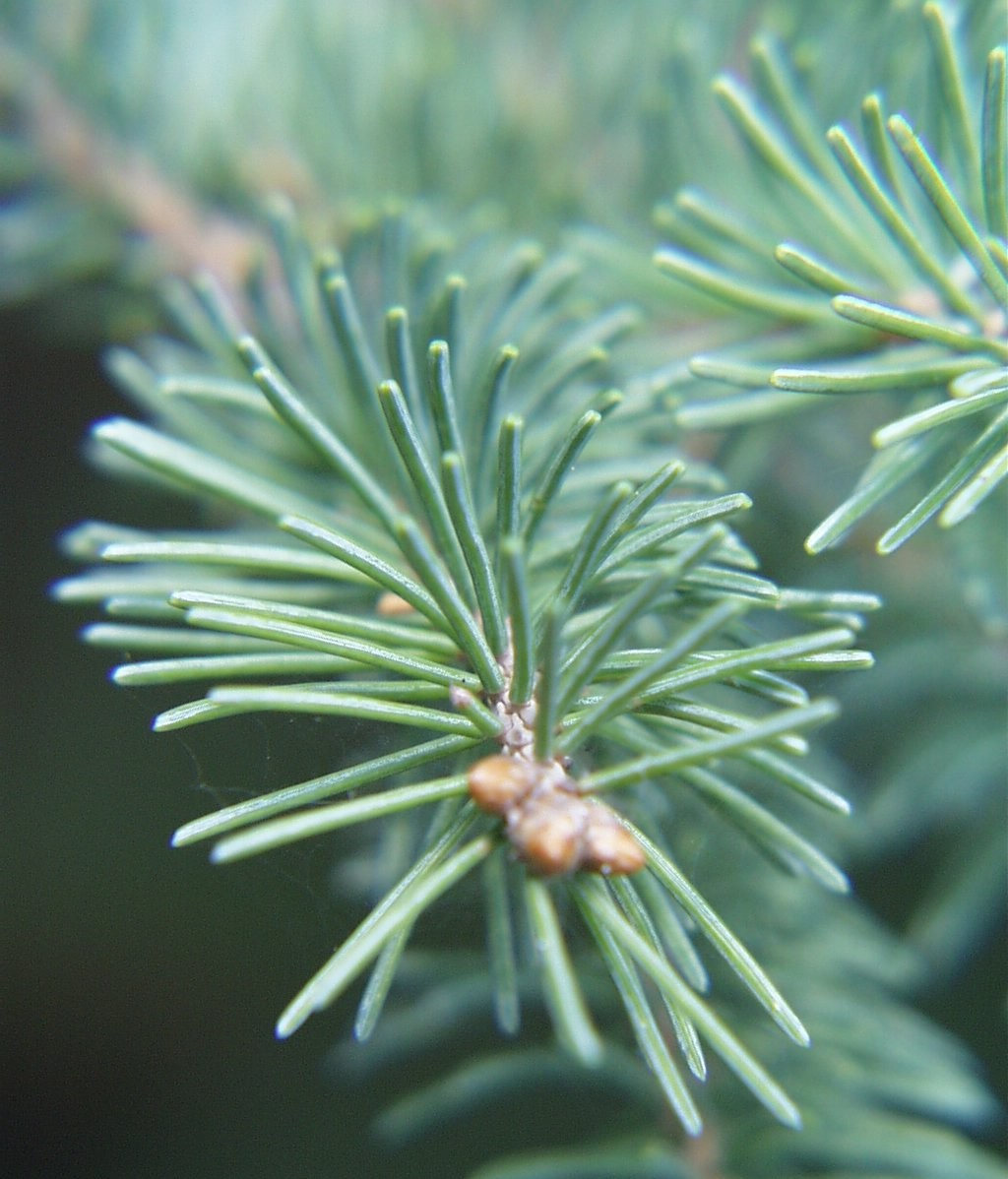
Aghi di Abete rosso

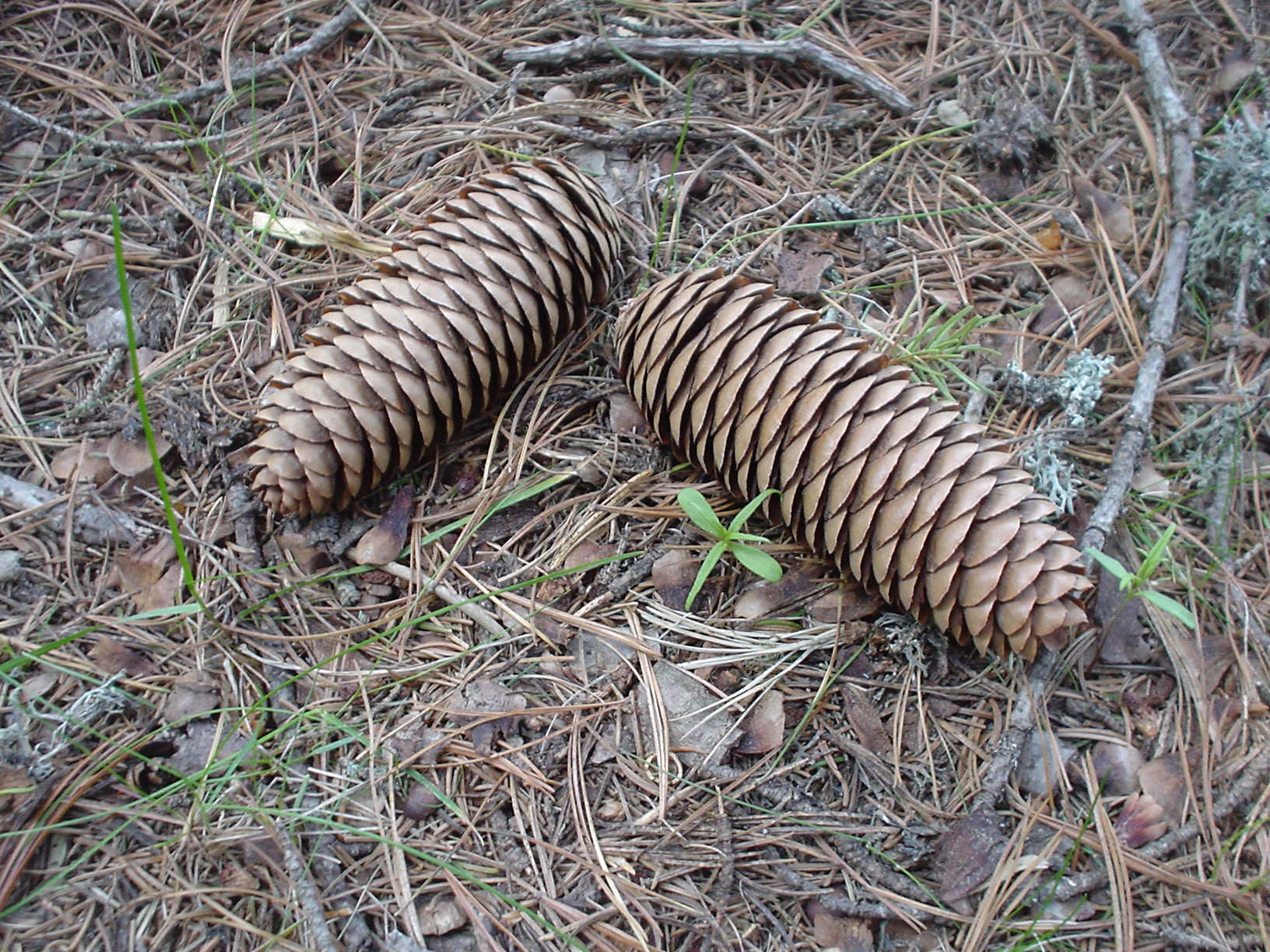
Strobili di abete rosso

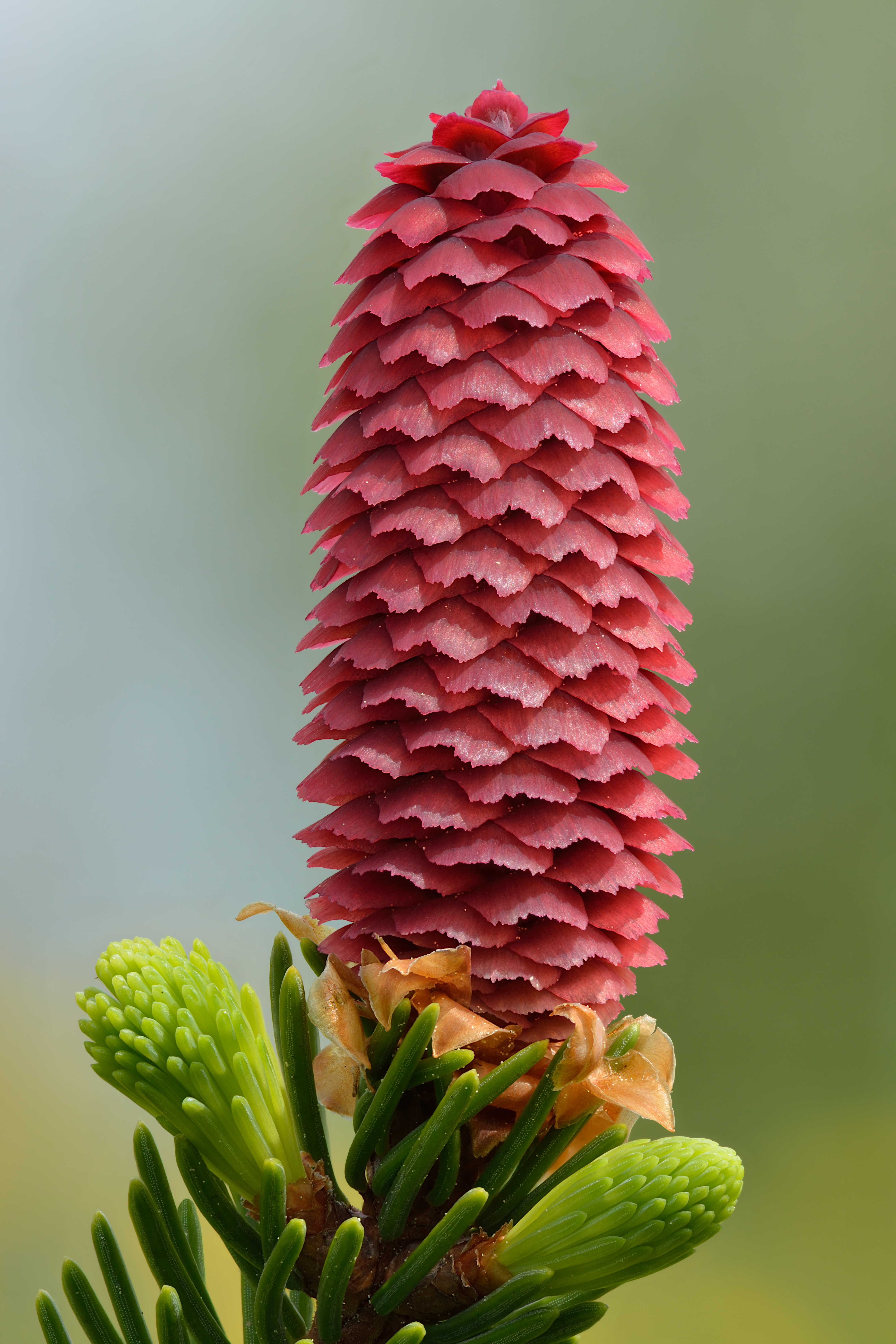
Cono femminile di P. abies nello stadio dell'impollinazione.

### Foglie
Le foglie sono costituite da aghi appuntiti, a sezione quadrangolare, lunghi fino a circa 25 mm, inseriti su cuscinetti in rilievo posti tutti intorno al rametto, con tendenza a disporsi su un piano orizzontale.

### Strutture riproduttive
Essendo gimnosperme non fanno fiori. Gli sporofilli, detti anche coni, maturano in aprile-maggio.
- Macrosporofilli: formano coni sessili nella parte apicale dei rami, riuniti in genere in 3-4, appaiono dapprima eretti poi penduli. Sono le strutture riproduttive femminili, che dopo l'impollinazione danno origine agli strobili, detti comunemente pigne.
- Microsporofilli: formano coni lunghi 10 mm all'estremità dei rami dell'anno precedente, nella parte superiore della chioma. Sono le strutture riproduttive maschili, generalmente si sviluppano alla base dei coni femminili.

### Strobili
Gli strobili, comunemente detti "pigne", sono cilindrici, penduli, lunghi 100-200 mm e larghi 20-40 mm, dapprima di color verde o rossiccio, poi marroni (in autunno). Cadono interi a maturità. La fruttificazione è tardiva (20-50 anni).

## Distribuzione e habitat
Europa e Asia centrale e settentrionale. Utilizzatissimo per impieghi silvicolturali e come albero ornamentale. In Italia è presente allo stato spontaneo sulle Alpi, dalla Liguria (con un nucleo relitto in alta Val Tanarello) alle Alpi Giulie; ne sono conosciuti anche alcuni popolamenti relitti nell'Appennino Tosco-Emiliano (nella riserva naturale Campolino in valle del Sestaione, presso il Passo dell'Abetone); altrove il peccio è stato diffusamente coltivato per rimboschimenti. Sul Gran Sasso d'Italia (Fonte Vetica, Valico di Capo la Serra), il Peccio è stato reintrodotto dal 1901, rinaturalizzandosi, dopo la sua scomparsa avvenuta in epoca romana. Nell'arco alpino l'abete rosso forma boschi di notevole estensione solo a partire dalla sezione nord-occidentale delle Alpi Marittime (Vallone del Boréon), ma fino alla Valle d'Aosta è spesso subordinato all'abete bianco nell'orizzonte montano ed al larice in quello subalpino. Le peccete si estendono maggiormente nelle Alpi centrali ed orientali, dove questa specie approfitta di condizioni climatiche per essa ideali, soprattutto estive (caldo moderato e precipitazioni regolari nel trimestre estivo), fattori che nei settori alpini orientali appaiono maggiormente distribuiti.
Sulle Alpi è specie tipica dell'orizzonte montano medio e superiore e di quello subalpino inferiore, trovando condizioni climatiche ottimali tra i 1 200 e i 1800 m di altitudine, anche se in casi particolari può scendere fino a soli 600-800 m di altitudine, come nel Tarvisiano, oppure risalire fino a 2100-2200 m, come in alcune località dell'Alta Valtellina (Bormio).

## Selvicoltura
Questa specie è oggetto di selvicoltura in un numero sterminato di ettari nell'Europa settentrionale ed in Russia, ma anche, su più ridotte superfici, sulle Alpi.
In Italia sono rari gli impianti artificiali trattati a taglio raso, mentre essa appare comunemente associata all'abete bianco, al faggio ed al larice. Il trattamento preferenziale è quello del taglio saltuario. Un grave problema della selvicoltura dell'abete rosso è costituito dalle difficoltà nella rinnovazione, soprattutto in caso di fitto sottobosco che impedisce la crescita del novellame; in questi casi si preferisce ricorrere alla rinnovazione integrata.

## Tassonomia
È accettata la seguente varietà naturale:
- Picea abies var. acuminata (Beck) Dallim. & A.B.Jacks. - endemica delle Alpi, del Giura, dei Carpazi e del sud della Norvegia. Ha coni lunghi 12-16 cm con scaglie rombiche dalla punta elongata e acuminata.[5]

## Specie simili
Si distingue dall'abete bianco:

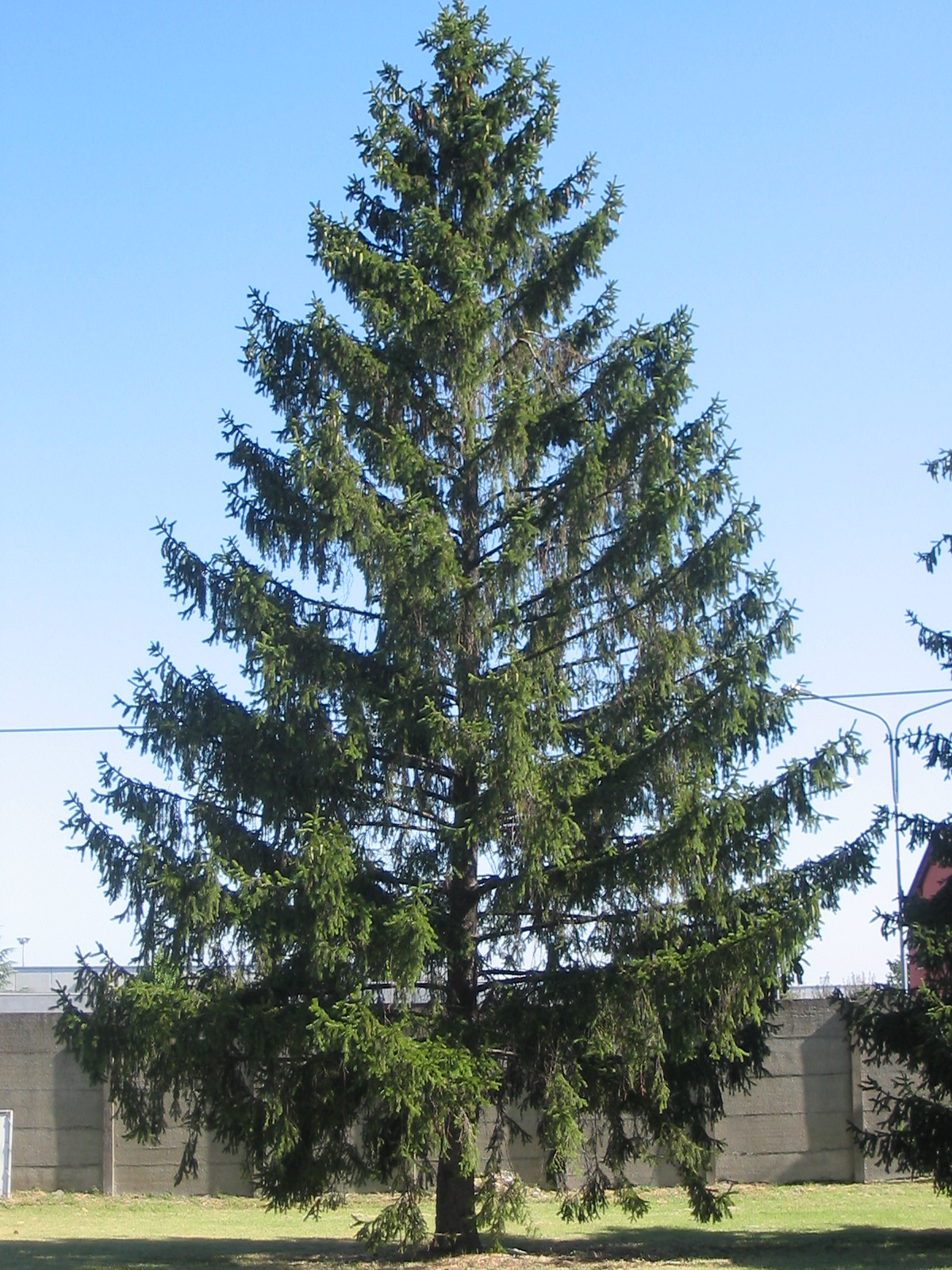
Abete rosso

- per gli aghi: nell'abete rosso hanno sezione quadrangolare, mentre nell'abete bianco sono piatti;
- per la corteccia: nell'abete rosso è più scura, rossastra, e si stacca in placche rotondeggianti o irregolarmente rettangolari (di circa 10–20 mm);
- per le pigne: nell'abete bianco sono erette, non cadono ma si sfaldano, mentre nell'abete rosso sono pendule e cadono intere (si possono dunque osservare sul terreno);
- per il portamento dei rami: nell'abete rosso (peccio) quelli principali sono orientati verso l'alto e quelli secondari sono penduli, mentre l'abete bianco li ha esclusivamente orizzontali.

L'abete rosso (come tutti i pecci e gli abeti) si distingue dal pino silvestre e dal larice – con i quali condivide nelle Alpi l'habitat – per l'attacco degli aghi: nei pini e nei larici gli aghi sono raggruppati a ciuffetti, mentre nei pecci (e negli abeti) sono inseriti singolarmente sui rametti. Tale caratteristica distingue i pecci anche dai cedri.
Di questa specie esistono numerose varietà ornamentali.
Una pianta simile all'abete rosso, con la quale esso può condividere parchi e giardini, è il peccio del Caucaso (Picea orientalis Carr.). Di solito, però, l'abete rosso ha gli aghi più grandi, appuntiti, e il peccio del Caucaso ha una corteccia che ricorda quella dell'abete bianco.

## Altre notizie
Il legno di questo peccio ha ottime proprietà di amplificazione del suono e, per questa ragione, viene utilizzato nella costruzione delle tavole armoniche degli strumenti a corda. Tale riferimento generico all'abete rosso va specificato, restringendolo preferibilmente all'abete rosso "di risonanza", così chiamato per le sue caratteristiche acustiche, che risultano ottimali per detti strumenti. Esso è un particolare tipo di abete rosso (spesso designato, commercialmente e in liuteria, col termine "abete maschio"), il cui legno presenta anomalie di accrescimento degli anelli annuali (cosiddette "maschiature") e da secoli viene ricercato dai liutai e costruttori per realizzare la tavola armonica di svariati strumenti musicali a corda, tra i quali strumenti ad arco (violini, viole, violoncelli) nonché clavicembali, pianoforti, chitarre classiche. La distribuzione di questo "albero che canta" è limitata a poche zone europee. Si ritiene che numerosi strumenti musicali, anche di illustri liutai dei secoli scorsi, siano stati costruiti con il legname di risonanza della Val di Fiemme e della foresta di Paneveggio in provincia di Trento, nonché della Val Canale e del Tarvisiano in provincia di Udine. Antonio Stradivari, per i suoi straordinari violini, si riforniva presso la Magnifica Comunità di Fiemme. Famose case costruttrici di pianoforti da concerto di alta gamma (quali, ad esempio, Bechstein, Blüthner, Fazioli) utilizzano per i loro strumenti tavole armoniche realizzate con abete di risonanza della Val di Fiemme.

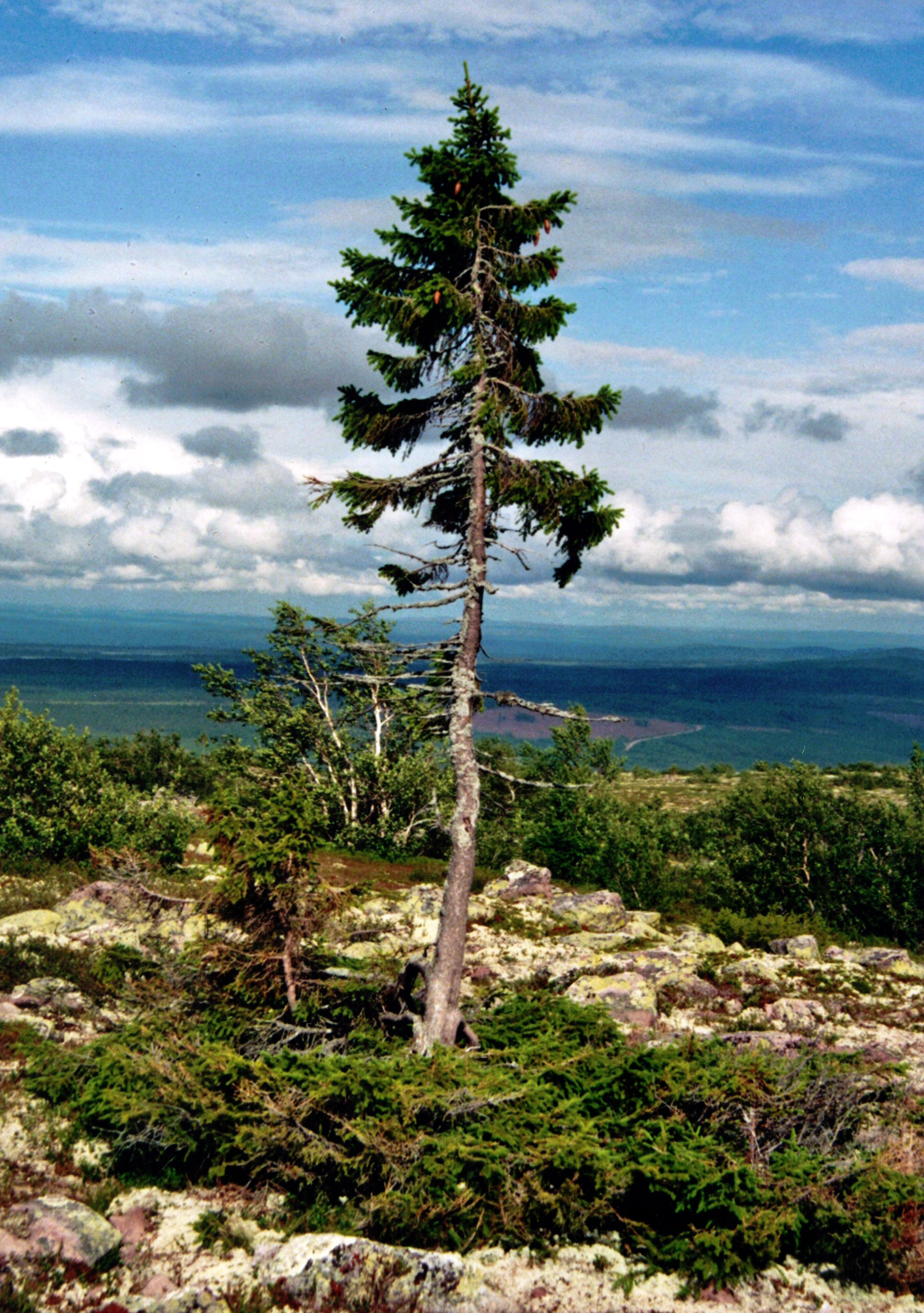
L'Old Tjikko

La suddescritta caratteristica negli abeti rossi è stata scoperta anche in Valle di Ledro, sul monte Tremalzo, dove è in atto uno studio più approfondito.
Questo albero in Germania è riscontrabile solo in alcuni distretti alpini, mentre in Austria è assente.
Il Corpo Forestale dello Stato ha condotto un censimento sugli alberi monumentali d'Italia, nel quale viene segnalato un grande abete rosso a Bagni di Mezzo di San Pancrazio: è alto 45 m e ha una circonferenza di 4 m.
L'abete rosso, a differenza del larice, è una specie simbionte del fungo porcino (Boletus edulis) ed è la specie ospite prediletta per il dannoso bostrico tipografo (Ips typographus).
Dalla distillazione della resina dell'abete rosso si ricava la trementina (acquaragia). La stessa resina si usa anche per produrre il nerofumo. Dalla corteccia si estraggono tannini, usati per la concia delle pelli.
Inoltre, l'abete rosso è una delle piante più longeve al mondo. In particolare, un esemplare clonale scoperto in Svezia nel 2004 e datato al carbonio da Leif Kullman, botanico all'università di Umeå in Svezia, avrebbe ben 9 550 anni, risultando così l'organismo vivente clonale più anziano del pianeta. È stato battezzato Old Tjikko.